# Ogivalia elegans
Ogivalia elegans är en mossdjursart som först beskrevs av d'Orbigny 1842.  Ogivalia elegans ingår i släktet Ogivalia, ordningen Cheilostomatida, klassen Gymnolaemata, fylumet mossdjur och riket djur. Inga underarter finns listade i Catalogue of Life.